# USS Wood County (LST-1178)
El USS Wood County (LST-1178) fue un buque de desembarco de tanques clase De Soto County que sirvió en la Armada de los Estados Unidos entre 1959 y 1972.

## Historia
Fue puesto en gradas el 1 de octubre de 1956 en el American Shipbuilding Company —en Lorain, Ohio—, donde luego fue botado el 14 de diciembre de 1957. Fue comisionado en la Armada de los Estados Unidos el 5 de agosto de 1959.
Tenía un desplazamiento de 4164 t con carga ligera y 7100 t con carga completa. Su eslora alcanzaba los 135,6 m, una manga de 18,9 m y un calado de 5,3 m. Era propulsado por seis motores diésel de 13 700 bhp, que transmitían a dos hélices. Con ellos, alcanzaba una velocidad de 16,5 nudos. Su armamento consistía en seis cañones de Mk-33 de calibre 76 mm.
Tras su entrada al servicio, se unió a la Amphibious Force, Atlantic Fleet. El buque invirtió toda su vida activa operando en la Costa Este de los Estados Unidos, en el mar Caribe y el Mediterráneo.
Fue relevado del servicio el 1 de mayo de 1972.